# Astur Club de Fútbol
El Astur Club de Fútbol es un club de fútbol español, de la ciudad de Oviedo en Asturias fundado en 1949. En la actualidad compite en la Primera Asturfútbol de Asturias. El campo donde juega los partidos como local es el Estadio Hermanos Llana, con capacidad para unos 800 espectadores.

## Historia
El primer Astur Club de Fútbol, club con sede en la ciudad de Oviedo, fue fundado en 1923 en el barrio de Fuente de la Plata. El primer presidente del club fue Maximino Alonso, teniendo como escenario para disputar sus primeros encuentros el campo El Espín, situado en la Fuente de la Plata. Desapareció por mor de la Guerra Civil. 
El actual club fue fundado en 1949 sobre la base del equipo ovetense Real Cardín, entonces en Segunda Regional. Sus mayores logros deportivos son el subcampeonato del Grupo II de la Tercera División en la campaña 2003-04 o el haber sido campeón de Asturias de Aficionados. Este último título lo logró tras derrotar por 2-1 al Somió C. F., el 28 de abril de 1957 en el estadio avilesino del Román Suárez Puerta. Los goles del Astur fueron marcados por Llampaya y Chus, el último en la prórroga.
En 2003, en una operación promovida por el ayuntamiento de Oviedo, el Astur cambió su nombre a Oviedo Astur Club de Fútbol, su uniforme a camiseta azul y pantalón blanco, y modificó su escudo con
un diseño muy parecido al del Real Oviedo. El objetivo era el de suplantarlo como equipo más representativo de la ciudad, entonces inmerso en una grave crisis financiera e institucional, generando gran controversia no sólo entre los socios del Astur, sino también entre los del Real Oviedo, quienes se dividieron entre los que apoyaban la refundación del club a partir del Astur y los que querían reflotar el club original. El proyecto fracasó debido al mayor apoyo social que finalmente consiguió el Real Oviedo y, en el año 2007, el Astur decidió volver a su denominación social, uniforme y escudo tradicionales. Federativamente, el club siguió conservando su antigüedad.
Su mejor clasificación histórica fue el subcampeonato del Grupo II de la Tercera División de España en la temporada 2003-04, que le permitió disputar por primera y única vez la promoción de ascenso a Segunda División B.
Ha participado en una ocasión en la competición de copa. Fue en la Copa del Rey de la edición de 2024-25. Logró clasificarse para la primera ronda, tras ganar 2-0 (goles de Marcos Iglesias) en la previa interterritorial al Club Deportivo Promesas Escuelas de Fútbol de Logroño, disputada a partido único. En la siguiente eliminatoria cayó eliminado con un resultado desfavorable de 4-1 (gol local de Robi), ante el Real Valladolid Club de Fútbol, de la Primera División, el encuentro se disputó en su campo del Hermanos Llana.

## Uniforme
- Uniforme titular: camiseta roja con una manga y detalles en azul oscuro, pantalón azul oscuro y medias rojas.
- Uniforme alternativo: completamente amarillo.

## Estadio
El Astur Club de Fútbol disputa sus encuentros como local en el Estadio Hermanos Llana. En la etapa del Oviedo Astur Club de Fútbol disputó sus partidos en su primera temporada en el estadio de San Lázaro, instalación municipal con capacidad estimada en 2500 espectadores.

## Trayectoria en competiciones nacionales
- Temporadas en Primera División: 0
- Temporadas en Segunda División: 0
- Temporadas en Primera Federación: 0
- Temporadas en Segunda Federación: 0
- Temporadas en Tercera: 17
- Participaciones en Copa del Rey: 1 (2024-25).

## Trayectoria
| Temporada | Nivel | Categoría               | Puesto | Copa del Rey |
| --------- | ----- | ----------------------- | ------ | ------------ |
| 1949–62   | —     | Regionales              | —      |              |
| 1962-63   | 4     | 1.ª Categoría Regional  | 6.º    |              |
| 1963-64   | 4     | 1.ª Categoría Regional  | 11.º   |              |
| 1964-65   | 4     | 1.ª Categoría Regional  | 13.º   |              |
| 1965-66   | 4     | 1.ª Categoría Regional  | 10.º   |              |
| 1966-67   | 4     | 1.ª Categoría Regional  | 16.º   |              |
| 1967-68   | 5     | 2.ª Regional            | 11.º   |              |
| 1968-69   | 5     | 2.ª Regional            | —      |              |
| 1969-70   | 5     | 2.ª Regional            | —      |              |
| 1970-71   | 5     | 2.ª Regional            | —      |              |
| 1971-72   | 4     | 1.ª Categoría Regional  | 15.º   |              |
| 1972-73   | 4     | 1.ª Categoría Regional  | 20.º   |              |
| 1973-74   | 5     | 2.ª Regional Preferente | 15.º   |              |
| 1974-75   | 5     | 2.ª Regional Preferente | 11.º   |              |
| 1975-76   | 5     | 2.ª Regional Preferente | 19.º   |              |
| 1976-77   | 6     | 2.ª Regional            | 7.º    |              |
| 1977-78   | 7     | 2.ª Regional            | 2.º    |              |
| 1978-79   | 6     | 1.ª Regional            | 16.º   |              |
| 1979-80   | 6     | 1.ª Regional            | 20.º   |              |
| 1980-81   | 7     | 2.ª Regional            | 11.º   |              |
| 1981-82   | 7     | 2.ª Regional            | 4.º    |              |
| 1982-83   | 7     | 2.ª Regional            | 5.º    |              |
| 1983-84   | 7     | 2.ª Regional            | 7.º    |              |
| 1984-85   | 7     | 2.ª Regional            | 1.º    |              |
| 1985-86   | 6     | 1.ª Regional            | 1.º    |              |
| 1986-87   | 5     | Regional Preferente     | 11.º   |              |
| 1987-88   | 5     | Regional Preferente     | 10.º   |              |
| 1988-89   | 5     | Regional Preferente     | 12.º   |              |
| 1989-90   | 5     | Regional Preferente     | 5.º    |              |
| 1990-91   | 5     | Regional Preferente     | 2.º    |              |
| 1991-92   | 4     | 3.ª División            | 16.º   |              |
| 1992-93   | 4     | 3.ª División            | 15.º   |              |
| 1993-94   | 4     | 3.ª División            | 19.º   |              |
| 1994-95   | 5     | Regional Preferente     | 8.º    |              |
| 1995-96   | 5     | Regional Preferente     | 5.º    |              |
| 1996-97   | 4     | 3.ª División            | 20.º   |              |
| 1997-98   | 5     | Regional Preferente     | 5.º    |              |
| 1998-99   | 5     | Regional Preferente     | 2.º    |              |
| 1999-2000 | 4     | 3.ª División            | 6.º    |              |

| Temporada | Nivel | Categoría           | Puesto           | Copa del Rey |
| --------- | ----- | ------------------- | ---------------- | ------------ |
| 2000-01   | 4     | 3.ª División        | 5.º              |              |
| 2001-02   | 4     | 3.ª División        | 13.º             |              |
| 2002-03   | 4     | 3.ª División        | 8.º              |              |
| 2003-04   | 4     | 3.ª División        | 2.º              |              |
| 2004-05   | 4     | 3.ª División        | 9.º              |              |
| 2005-06   | 4     | 3.ª División        | 6.º              |              |
| 2006-07   | 4     | 3.ª División        | 14.º             |              |
| 2007-08   | 4     | 3.ª División        | 15.º             |              |
| 2008-09   | 4     | 3.ª División        | 17.º             |              |
| 2009-10   | 4     | 3.ª División        | 20.º             |              |
| 2010-11   | 5     | Regional Preferente | 19.º             |              |
| 2011-12   | 6     | 1.ª Regional        | 1.º              |              |
| 2012-13   | 5     | Regional Preferente | 4.º              |              |
| 2013-14   | 5     | Regional Preferente | 3.º              |              |
| 2014-15   | 4     | 3.ª División        | 13.º             |              |
| 2015-16   | 4     | 3.ª División        | 19.º             |              |
| 2016-17   | 5     | Regional Preferente | 13.º             |              |
| 2017-18   | 5     | Regional Preferente | 7.º              |              |
| 2018-19   | 5     | Regional Preferente | 11.º             |              |
| 2019-20   | 5     | Regional Preferente | 7.º              |              |
| 2020-21   | 5     | Regional Preferente | 2.º (Subgrupo 4) |              |
| 2021-22   | 6     | Regional Preferente | 4.º (Subgrupo 2) |              |
| 2022-23   | 6     | 1.ª RFFPA           | 8.º              |              |
| 2023-24   | 6     | 1.ª Asturfútbol     | 5.º              |              |
| 2024-25   | 6     | 1.ª Asturfútbol     |                  | 1.ª ronda    |

## Participaciones en Copa del Rey
| Temporada | Ronda                   | Rival                 | Local | Visitante | Global |  | Goleadores                                                                              |
| --------- | ----------------------- | --------------------- | ----- | --------- | ------ |  | --------------------------------------------------------------------------------------- |
| 2024-25   | Previa Interterritorial | C. D. Promesas EDF    | 2-0   | —         | 2-0    |  | Iglesias ( 29', 83')                                                                    |
| 2024-25   | Primera ronda (1/64)    | Real Valladolid C. F. | 1-4   | —         | 1-4    |  | Latasa ( 6'), Santi Ramos 27' (a.g.), Robi ( 55'), "Kike" Pérez ( 58'), Meseguer ( 91') |

## Palmarés

### Torneos nacionales
- Subcampeón de Tercera División (1): 2003-04.

### Torneos autonómicos
- Campeonato de Asturias de Aficionados (1): 1956-57.
- Subcampeón de la Regional Preferente de Asturias (2): 1990-91 y 1998-99.
- Primera Regional de Asturias (2): 1985-86 y 2011-12.
- Segunda Regional de Asturias (1): 1984-85.
- Subcampeón de la Segunda Regional de Asturias (1): 1977-78.

### Trofeos amistosos
- Trofeo BigMat (1): 2014.